# 폴리클리니코역 (나폴리 지하철)
폴리클리니코 (Policlinico) 역은 이탈리아 나폴리 지하철 1호선의 역이다.

## 상세
1993년 1호선 첫 구간 개통과 함께 문을 열었다. 초창기에는 주변 지역민들만 이용하면서 역 이용객이 그리 많지 않았으나, 근처의 병원을 이용하려는 승객이 늘고 있기 때문에 해마다 이용률은 상승하고 있는 편이다. 역 이름인 '폴리클리니코'는 나폴리 종합병원에서 따온 이름이며, 안토니오 카르다렐리 병원 역 뒤편에 자리잡고 있다. 그리고 나폴리 페데리코 2세 대학교의 약학, 외과학, 생명공학부도 근처에 위치해 있다. 그밖에 모날디 병원과 코투뇨 병원으로도 찾아갈 수 있다.
2009년 10월 26일 폴리클리니코의 두 번째 출구가 생겼다. 판시니 로를 따라 지하보도를 타고 나오면 카르다렐리에 이른다. 여기서 세 개의 에스컬레이터와 두 대의 엘레베이터가 승강장과 연결된다. 승강장은 섬식 승강장이다.

## 시설
이 역에는 다음과 같은 시설이 있다.
- 매표기

## 환승
- 트롤리버스 정류장
- 버스 정류장